# Самурски хребет
Саму̀рският хребет (на руски: Самурский хребет) е планински хребет в източната част на планината Голям Кавказ, разположен в южната част на Република Дагестан, Русия. Представлява част от мощния Страничен хребет на Голям Кавказ. Простира се от хребета Дюлтитаг на изток-югоизток, на протежение от 115 km, покрай левия бряг на река Самур (влива се в Каспийско море). Максимална височина връх Алахундаг 3844 m(41°44′42″ с. ш. 47°24′28″ и. д. / 41.745° с. ш. 47.407778° и. д.), разположен в северозападната му част. Изграден е предимно от глинести шисти. От него на югозапад, юг и изток се стичат къси и бурни реки (Алахунчай, Шиназчай, Лакункам, Курах и Гюлгерчай) леви притоци на Самур. По билната си част е лишен от растителност, надолу и на изток господстват алпийските и субалпийските ливади и пасища, а най-източните му ниски части са покрити с ширколистни гори.

## Топографски карти
- Лист от карта K-38-XXIV Ахты. Мащаб: 1 : 200 000. Издание 1978 г.